# Lerici
Lérici (Lérze en ligur y en dialecto spezzino) es una ciudad y un municipio italiano de 10.646 habitantes de la provincia de La Spezia. Con la capital provincial y Portovenere es uno de los tres municipios que dan al golfo de La Spezia. La ciudad está conectada por ferry con las Cinque Terre y Portovenere. Uno de los principales lugares de interés de Lerici es su célebre castillo que controla la entrada al golfo; actualmente el castillo contiene un museo de paleontología. 

## Historia

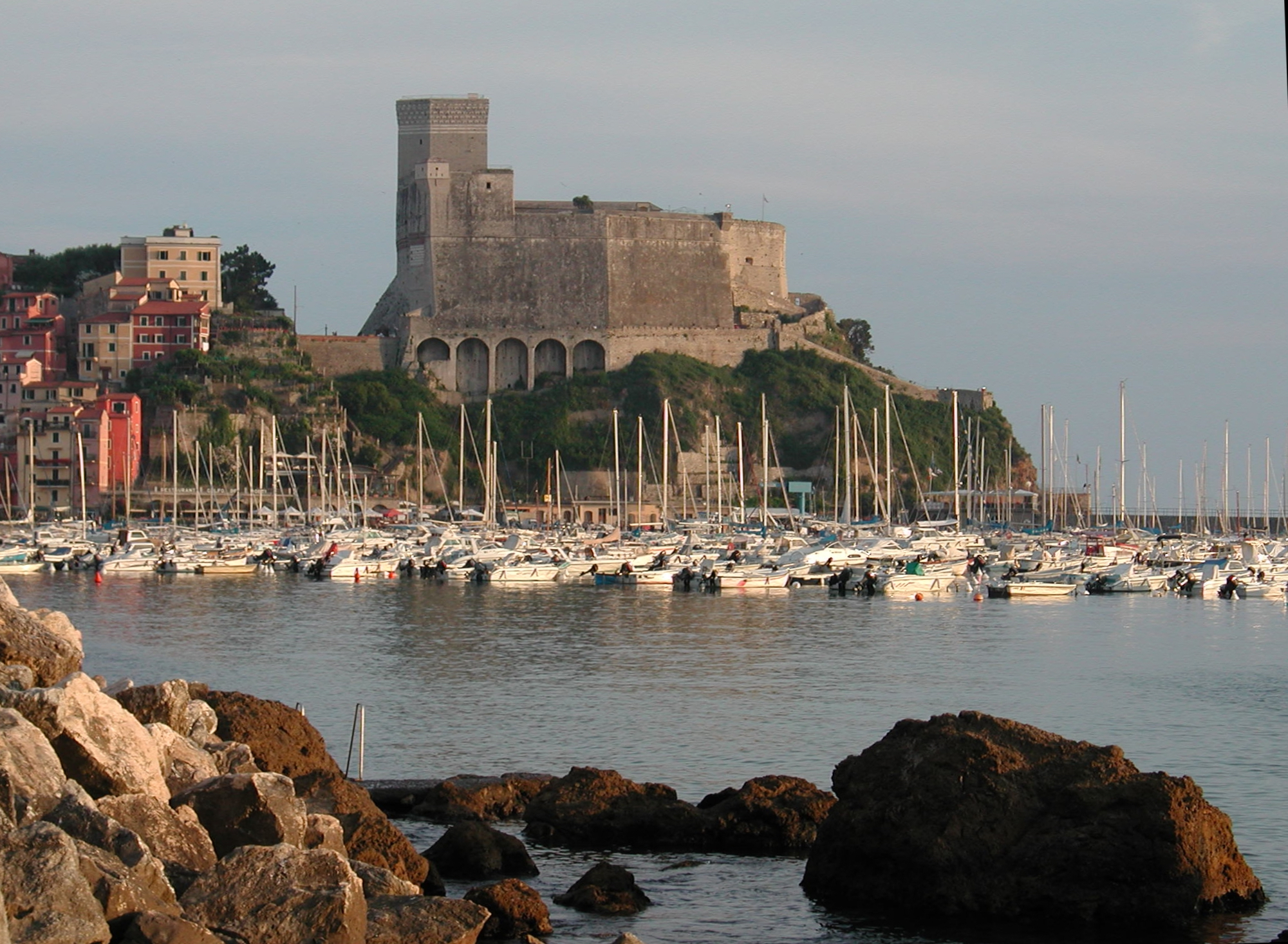
Panorama del puerto de Lerici.

Los orígenes de la ciudad se remontan al periodo etrusco. En la Edad Media la ciudad fue controlada por los genoveses. Después de ser vendida a Lucca, se vio involucrada en una serie de conflictos entre Génova y Pisa, pues estaba en la frontera común. En 1479, la ciudad quedó definitivamente bajo control genovés.

## Personas notables
El escritor italiano Mario Soldati tiene una residencia en la frazione de Tellaro.
Los escritores ingleses Mary Shelley y Percy Bysshe Shelley vivieron a unas tres millas al norte en una vieja casa aislada llamada Casa Magni, y anclaban su barco en Lerici. Sus vecinos más próximos eran los habitantes de la pequeña aldea de San Terenzo. Shelley naufragó el 8 de julio de 1822 en la bahía de Spezia, cuando regresaba a Lerici después de un viaje a Livorno y Pisa. Su cuerpo finalmente apareció en la playa de Viareggio, a medio camino aproximadamente entre Livorno y Lerici. La popularidad que alcanzó Lerici gracias a los Shelleys y a Lord Byron hizo que al golfo de Lerici se le apodara golfo de los poetas.
Una escritora húngara, la baronesa Emmuska Orczy, autora de La pimpinela escarlata hizo que le construyeran una villa en las colinas sobre Lerici, cerca de la localidad de Bellavista, y la llamó La Padula. Orczy y su marido Montague Barstow pasaron allí varios meses en los años 1930, alternando entre La Padula, Villa Bijou en Montecarlo e Inglaterra. Al final, decidieron abandonar la Italia fascista, decantándose por vivir en la Villa Bijou. La Padula aún se conserva hoy. El pintor italiano Oreste Carpi pasó muchos años en San Terenzo, haciendo cientos de pinturas y dibujos que reproducían los paisajes de la ciudad.

## Evolución demográfica
| Gráfica de evolución demográfica de Lerici entre 1861 y 2001 |
|                                                              |
| Fuente ISTAT - elaboración gráfica de Wikipedia              |

## Cultura
Lerici es una de las comunidades marineras que intervienen en el Palio del Golfo, un concurso de remo que se celebra en La Spezia cada primer domingo de agosto.
Esta ciudad aparece citada en la Divina Comedia de Dante, con estos versos: 

Tra Lerice e Turbia, la più deserta,
la più rotta ruina è una scala,
verso di quella, agevole e aperta
Dante Alighieri, La Divina Comedia, Purg.III,49-51

Entre Lérici y Turbía la más desierta,
la más quebrada ruina es una escala,
cotejada con ésta, ágil y abierta.

## Ciudades hermanadas
Lerici está hermanada con:
- Horsham (Reino Unido), aunque actualmente no se considera un hermanamiento "activo"